# الکساندر ایمیچ
الکساندر ایمیچ (انگلیسی: Alexander Imich; ۴ فوریهٔ ۱۹۰۳ – ۸ ژوئن ۲۰۱۴
(سال ۱۱۱ سال، ۱۲۴ روز) شیمی‌دان، فراروان‌شناسی، پدیدآور، نویسنده، و جانورشناس لهستانی آمریکایی بود؛ که رئیس مرکز تحقیقات پدیده غیرعادی در شهر نیویورک بود. وی در سال ۱۹۰۳ در چستوهووا، لهستان (سپس بخشی از امپراتوری روسیه) در خانواده ای یهودی به دنیا آمد.
ایمیچ، یک ابرصدساله، پس از مرگ آرتورو لیچاتا، ایتالیا، در ۲۴ آوریل ۲۰۱۴، پیرترین مرد زنده شد. 
تا زمان درگذشت خودش کمی بیشتر از یک ماه بعد، در سن ۱۱۱ سال، ۱۲۴ روز، ایمیچ توسط رکوردهای جهانی گینس به عنوان پیرترین مرد جهان شناخته شد.
ایمیچ همچنین آخرین جانباز بازمانده از جنگ لهستان و اتحاد جماهیر شوروی بود. 